# Vildan Alfaro
Vildan Andrés Alfaro Paredes (Calama, Región de Antofagasta, Chile, 17 de abril de 1995) es un exfutbolista chileno que jugaba de delantero centro. Vildan actualmente es jugador del Club Deportivo El Sauce, de la Asociación El Belloto, V región.

## Trayectoria
Debuta en el profesionalismo el día 17 de octubre de 2012 en el encuentro empatado a dos goles entre Cobreloa y Deportes Iquique, válido por Copa Chile 2012, ingresando en el minuto 78, sustituyendo al jugador Patricio Troncoso.
El delantero calameño de la serie Sub-17 de Cobreloa, fue convocado como sparring de la selección chilena adulta. La noticia fue notificada al club loíno a través de una carta que envió el Gerente de Selecciones de la Federación de Fútbol de Chile, Felipe Correa, quien solicitó la presencia del joven valor el 27 de diciembre de 2012 en el Complejo Deportivo Juan Pinto Durán, en la capital.
Anota su primer gol en el profesionalismo el día 28 de mayo de 2014, válido por la cuarta fecha del torneo Copa Chile 2014-15, en el encuentro entre Cobreloa y Deportes Iquique, anotando en el minuto 40.
El día miércoles 30 de julio de 2014 se consagra campeón del Campeonato Apertura Fútbol Joven Sub-19 del mismo año, disputando la final ante el equipo de Universidad de Chile. Aportando con una habilitación.

## Clubes
| Club                            | País   | Año       |
| ------------------------------- | ------ | --------- |
| Cobreloa                        | Chile  | 2012-2017 |
| → Municipal Mejillones (cedido) | Chile  | 2014-2015 |
| Deportes Vallenar               | Chile  | 2017      |
| Fernández Vial                  | Chile  | 2018      |
| CE Júpiter                      | España | 2019      |
| Colegio Quillón                 | Chile  | 2019      |
| Deportes Vallenar               | Chile  | 2020-2021 |